# Liste de jeux vidéo de puzzle
Ceci est la liste de jeux vidéo de puzzle.
- Haut – A
- B
- C
- D
- E
- F
- G
- H
- I
- J
- K
- L
- M
- N
- O
- P
- Q
- R
- S
- T
- U
- V
- W
- X
- Y
- Z

## 3
- 3D Tetris

## A
- A Q Renkan Awa
- Acid
- Actionloop
- Alchemy
- Alien Bazar : Mission Crétinus
- Angry Birds
- Archer MacLean's Mercury

## B
- Babel no Tō
- The Ball
- Bang!
- Bill's Tomato Game
- Blast Corps
- Blocks That Matter
- Bob's Bad Day
- Bomberman 64
- Bomberman 64: The Second Attack
- Bust-a-Move 2: Arcade Edition

## C
- Charlie Blast's Territory
- ChuChu Rocket!
- Clu Clu Land
- ColorZ
- Colour Cross
- Columns II: The Voyage Through Time
- Crazy Blocks
- Cuboid

## D
- Daedalian Opus
- Devil Dice
- Dig Dug: Digging Strike
- DK King of Swing
- Doki Doki Penguin Land MD
- Dr. Mario
- Dr. Mario et Bactéricide
- Dr. Mario and Puzzle League
- Dr. Mario 64
- Dr. Robotnik's Mean Bean Machine
- DS Puzzler Numplay Fan and Oekaki Logic
- Défi au Tetris magique

## E
- Exodus: Journey to the Promised Land

## F
- Fez
- Flappy
- Frozen Bubble

## G
- Ghost Master
- Gnometris
- Gruntz
- Gunhouse
- Gururin
- Gyromite

## H
- Hexic
- Hotel Mario

## I
- Ishido: The Way of Stones

## J
- Jammes
- Junction
- Jyangokushi: Haoh no Saihai

## K
- Kidō Gekidan Haro Ichiza: Haro no Puyo Puyo
- Kirby's Avalanche
- Knight Move

## L
- Lumines
- Lumines II

## M
- Magic Bubble
- Magnetis
- Majin and the Forsaken Kingdom
- Marble Blast
- Mario and Yoshi
- Mario vs. Donkey Kong 2: March of the Minis
- Mario's Picross
- Mario's Super Picross
- MegaPanel
- Mercury Meltdown
- Meteos
- Meteos: Disney Edition

## N
- Narbacular Drop
- Nazo Makaimura: Incredible Toons
- The New Tetris
- Nintama Rantarō 64 Game Gallery
- Nintendo Puzzle Collection

## O
- Oekaki Puzzle Battle! Yūsha-Ō Gaogaigar Hen
- Online Bomberman
- Osmos

## P
- Pac-Panic
- Panel de Pon
- Peggle Nights
- Pic Pic
- PiCOPiCT
- Picross 2
- Picross 3D
- Picross DS
- Pirate Ship Higemaru
- Pnickies
- Pochi and Nyaa
- Pokémon Link!
- Pokémon Puzzle League
- Pokémon Shuffle
- Polarium
- Pop
- Prism Land Story
- Pro Yakyū Nettō: Puzzle Stadium
- Pure Hidden
- Puyo Pop Fever
- Puyo Puyo 2
- Puyo Puyo Sun 64
- Puyo Puyo!! 20th Anniversary
- Puyo Puyo~n
- Puzzle Bobble
- Puzzle Bobble 2
- Puzzle Bobble 3
- Puzzle Bobble Galaxy
- Puzzle Bobble Mini
- Pyramid Magic
- Pyramid Magic II
- Pyramid Magic III
- Pyramid Magic Special

## R
- Rat Attack!

## S
- SD Gundam: Power Formation Puzzle
- Sentinel Returns
- The Sentinel
- Shikinjoh
- Shogi no Hoshi
- Shove it!… The Warehouse Game
- Skweek
- Sokoban
- Sonic Labyrinth
- Soul Bubbles
- Stack-Up
- Super Columns
- Super Fruit Fall
- Super Monkey Ball
- Super Monkey Ball 2
- Super Pipeline
- Super Puzzle Fighter II Turbo
- Susume! Taisen Puzzle-Dama: Tōkon! Marutama Chō

## T
- Tetravex
- Tetrinet
- Tetris
- Tetris
- Tetris 64
- Tetris Attack
- Tetris Battle Gaiden
- Tetris DS
- Tetris DX
- Tetris Party
- The Grand Master
- Tetris: The Grand Master 3 - Terror Instinct
- Tetrisphere
- Toki Tori
- Tube Mania

## U
- Ucchan Nanchan no Honō no Challenge: Denryū Ira Ira Bō

## V
- V-Tetris
- Vid Grid
- Virtual Lab

## W
- Wario's Woods
- Wetrix
- WildSnake
- The Witness
- Wrecking Crew

## Y
- Yoshi's Cookie

## Z
- Zapper : Le Criquet Ravageur !
- Zoo Keeper
- Zoop
- Zuma